# Sarcolaena
Sarcolaena es un género de árboles de la familia Sarcolaenaceae.  El género tiene siete especies nativas de  Madagascar.

## Especies
- Sarcolaena codonochlamys, Baker
- Sarcolaena delphinensis, Cavaco
- Sarcolaena eriophora, Thouars
- Sarcolaena grandiflora, Thouars
- Sarcolaena humbertiana, Cavaco
- Sarcolaena isaloensis, Randrian. & J.S.Mill.
- Sarcolaena multiflora, Thouars
- Sarcolaena oblongifolia, F.Gérard